# NGC 3403
NGC 3403 је спирална галаксија у сазвежђу Змај која се налази на NGC листи објеката дубоког неба.
Деклинација објекта је + 73° 41' 24" а ректасцензија 10h 53m 54,3s. Привидна величина (магнитуда) објекта NGC 3403 износи 12,2 а фотографска магнитуда 13,0. Налази се на удаљености од 24,292 милиона парсека од Сунца. NGC 3403 је још познат и под ознакама UGC 5997, MCG 12-10-89, CGCG 333-62, IRAS 10502+7357, KARA 449, CGCG 334-4, PGC 32719.